# PENTAX K-1
PENTAX K-1（ペンタックス・Kワン、PENTAX K-1）は、リコーイメージングがペンタックスブランドで発売しているデジタル一眼レフカメラである。（前身の旭光学工業時代を含めて）同社のデジタルカメラとしては、35mmフルサイズ（ライカ判）のセンサーを搭載した初のカメラとなった。2016年4月28日にボディキットが発売され、これはライバル機のニコン D500やキヤノン EOS-1D X Mark IIと同日であった。
2018年4月20日には、外装はそのままで内部機能をアップグレードしたMark IIが発売された。

## 発売前
2015年2月5日、リコーイメージングはフルサイズのデジタル一眼レフカメラを開発中であることを発表した。同年のCP+2015にて、開発中のモックアップが展示された。

## 概要

### 外装

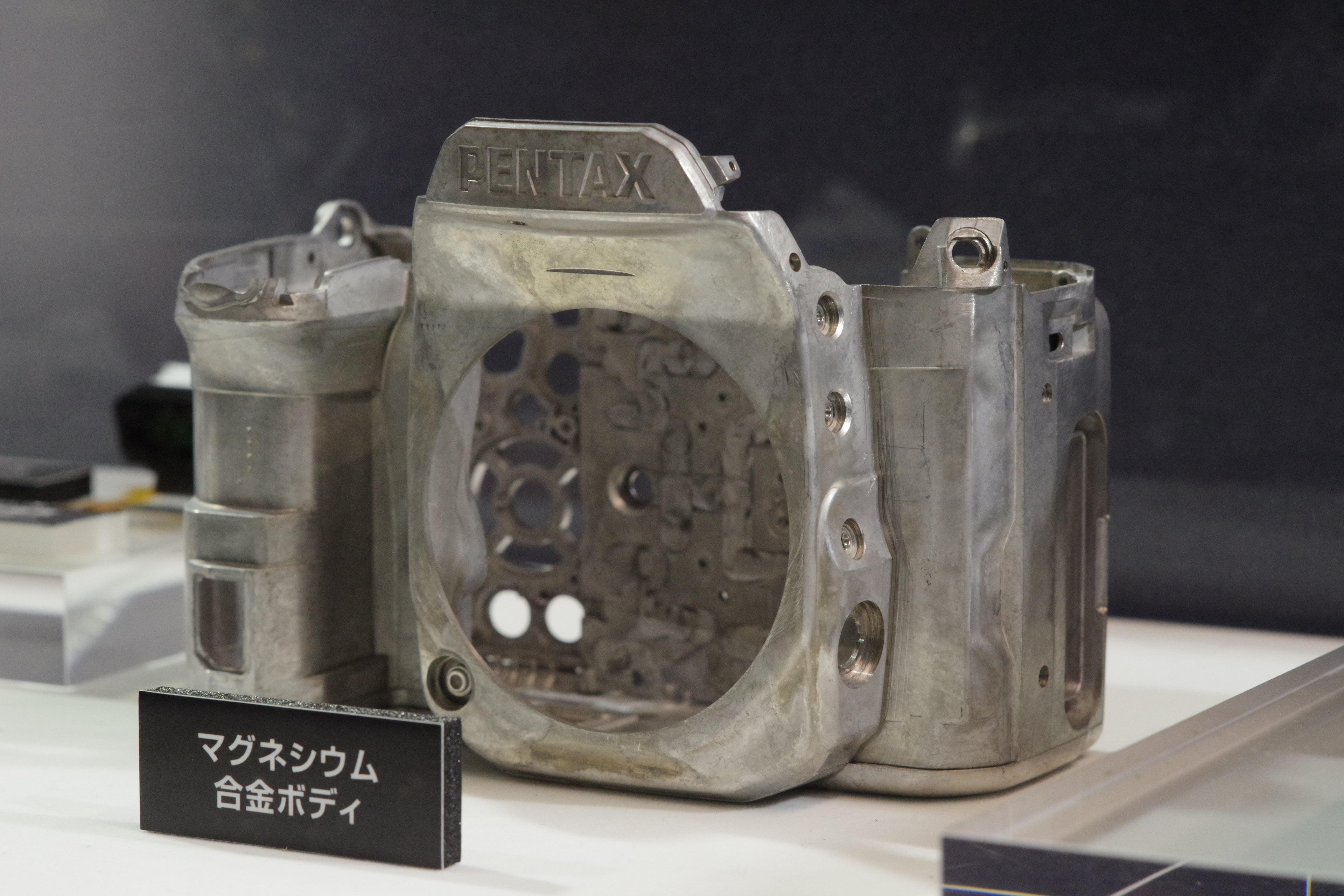
K-1のマグネシウム合金製ボディ

ボディはマグネシウム合金を採用し、87か所のシーリングによる防じん・防滴構造で、マイナス10度までの防寒性能を実現した。また中判デジタル一眼レフカメラ「PENTAX 645Z」のデザインを取り入れ、グリップ部分が大きく前に張り出している。内部には撮影時の位置情報を記録するためのGPSユニット、モニター上に方位を表示するための電子コンパスも搭載する。
アシストライト
マウント上部、SDカードスロット部、レリーズソケット部、液晶モニター背面には、暗闇での操作に便利なLEDライトを装備している。

### 撮影機能
ソニーセミコンダクタマニュファクチャリング製、有効画素約3640万の35mmフルサイズセンサーを採用。ローパスフィルターは搭載していない。画像処理エンジンは14ビットのRAW記録に対応した新型の「PRIME V」。ISO感度は最高204800の超高感度撮影に対応。5軸補正に対応した同社の新型ユニット「SR II」による手振れ補正機構により、従来機種を上回る対応を行う。レンズは、K、KF、KA、KAF、KAF2、KAF3、KAF4のPENTAXマウントレンズが全て装着できる（一部に機能の制限がある）。
リアル・レゾリューション・システム
K-3 IIで搭載された、センサーを少しずつ動かして4枚の撮影を1枚に合成して、高精細な画像を作成する機能。三脚の使用が推奨される。この機能を使うときのみ電子シャッターが作動する。
ローパスセレクター
疑似的にローパスフィルターの効果を作り出し、被写体や撮影条件に合わせたモアレの軽減効果が得られる機能。
アストロトレーサー
内蔵のGPSと連動して、簡易的な天体撮影を可能とする機能。

### インターフェイス
ファインダー
フルサイズデジタル一眼レフカメラ用に光学ファインダーを新設計。視野率は約100%、倍率は約0.7倍。
液晶モニター
背面の液晶モニターは上下左右にある程度可動するフレキシブルチルト式を採用。モニターを引き上げてウエストレベルでの撮影にも対応。
AFセンサー
33点の測距点を備えた「SAFOX 12」を新搭載し、大口径レンズのシビアなピント合わせに対応する。
スマートファンクションダイヤル
軍艦部右側の2つのダイヤルを使って、撮影設定を直接設定できる機能。

## 評判
- K-1は発売開始の週売り上げで、いきなりの販売トップ10入りを果たした[9]。
- 2016年のグッドデザイン賞を受賞[10]。
- 2016年の「歴史的カメラ」に選定[11]。

## K-1 Mark II
リコーイメージング株式会社は2018年4月20日、K-1 Mark IIを発売すると発表した。
従来K-1との主な変化点は、リアル・レゾリューション・システムが手持ち撮影に対応。既にK-70などの下位機種に導入されていたアクセラレーターの搭載による、高感度撮影時のノイズの改善。新アルゴリズムを搭載したAFシステムにより、動体撮影においても優れたピント精度を実現など。

### K-1アップグレードサービス
2018年2月22日、リコーイメージングは既存のPENTAX K-1の内部基板を交換することにより、機能をK-1 Mark IIと同等にする有償アップグレードサービスを期間限定で受け付けると発表した。5月11日、同社はこのサービスに予想以上の反響があったため、予約受付を行うとしている。
2018年10月31日、日本デザイン振興会は、この「K-1アップグレードサービス」を『グッドデザイン金賞（経済産業大臣賞）』とした。